# Tapio Wirkkala
Tapio Veli Ilmari Wirkkala, född 2 juni 1915 i Hangö, död 19 maj 1985 i Helsingfors, var en finländsk konstnär och formgivare. Finlands nationalbiografi anser att man kan betrakta den efterkrigstida industriella formgivningens guldålder i Finland som ”Wirkkalas epok”. Flera av hans verk har blivit internationella symboler för finsk modernism.

## Familj
Tapio Wirkkala var son till arkitekten Ilmari Wirkkala och Selma Vanhatalo. År 1945 gifte han sig med keramikkonstnären Rut Bryk. Makarna är begravda på Sandudds begravningsplats i Helsingfors. De fick två barn, formgivaren och inredningsarkitekten Sampsa (Sami) Wirkkala, född 1948, och konstnären Maaria Wirkkala, född 1954.

## Karriär
Tapio Wirkkala började 1933 studera dekorativ skulptur vid Centralskolan för konstflit i Helsingfors. Han blev berömd efter att ha vunnit Iittalas tävling i glasformgivning 1946. Två av Wirkkalas glasarbeten, Madonnan och Campanile var utställda på triennalen i Milano 1951, där Wirkkala vann Grand Prix-priset i tre kategorier: glas, trä och utställningsplanering. De internationella kontakter Wirkkala fick på triennalen, delvis tack vare Konstindustriföreningens Herman Olof Gummerus, kom att vara viktiga för den senare karriären.
Wirkkala arbetade i många mycket olika material. Han vann 1947 Finlands banks tävling för nya sedlar, som kom att användas i Finland fram till 1980-talet. Likaså utformade han frimärkena utgivna i anledning av olympiska spelen i Helsingfors 1952. Från 1954 arbetade Wirkkala med silver och fick internationell uppmärksamhet för sina arbeten genom triennalen i Milano 1954. Ett helt eget kapitel är arbetena i fanér. 
Fastän Wirkkala hade sina rötter djupt i finsk natur gjorde han också internationell karriär. Han arbetade en kort tid i mitten av 1950-talet för Raymond Loewy i New York. För det tyska Rosenthal skapade han bland annat serviserna Finlandia och Century. Wirkkalas produkter för Rosenthal vann guldmedalj fem år i rad i den internationella keramiktävlingen i Faenza. 1959 blev han formgivare för glasfabrikören Paolo Venini i Italien.
Kring decennieskiftet 1960 sökte Wirkkala frid och ensamhet i Finlands ödemarker och fann Lappland. Han flydde offentligheten till Lemmenjoki strand. På 1970-talet tog han initiativ till ett samiskt kulturcentrum, som förverkligades 1998 i form av Siida i Enare.
1971 blev Wirkkala hedersdoktor vid Royal College of Art. Året därpå fick han titeln akademiker.